# Léon Joubert (homme politique, 1845-1901)
Pour les articles homonymes, voir Léon Joubert.
Léon Joubert (26 septembre 1845, Chinon - 19 octobre 1901, Château de Vaugaudry, Chinon), est un homme politique français.

## Biographie
Fils de Léon Joubert, il est inscrit sur la liste républicaine d'Indre-et-Loire aux élections du 4 octobre 1885. Il réunit, au premier tour de scrutin, 36 772 voix, et est élu au scrutin de ballottage, le 18 octobre, avec 39 953 voix. 
Sans prendre la parole, il vote avec la majorité de gauche : pour les crédits du Tonkin et de Madagascar et pour les ministères Rouvier et Tirard ; en dernier lieu, il s'abstient sur le rétablissement du scrutin d'arrondissement (11 février 1889), et se prononce contre l'ajournement indéfini de la révision de la Constitution, pour les poursuites contre trois députés membres de la Ligue des patriotes, pour le projet de loi Lisbonne restrictif de la liberté de la presse, pour les poursuites contre le général Boulanger.
Il perd en 1889 face à Jules Delahaye et se retire de la vie publique.

## Sources
- « Léon Joubert (homme politique, 1845-1901) », dans Adolphe Robert et Gaston Cougny, Dictionnaire des parlementaires français, Edgar Bourloton, 1889-1891 [détail de l’édition]